# Gletscherhorn (Val Bregaglia)
Das Gletscherhorn  ⓘ ist ein Berg südlich von Juf im Kanton Graubünden in der Schweiz mit einer Höhe von 3106 m ü. M. Der Gipfel bietet einen guten Blick auf den Piz Duan, die südlichen Bergeller Berge und eine weitreichende Fernsicht. Zwar ist die Aussicht auf alle Seiten umfassend und lohnend, doch sind die Aufstiege über ausgedehnte Schieferschutthänge beschwerlich, weshalb der Berg – wie man dem Gipfelbuch entnimmt – im Winter häufiger bestiegen wird als im Sommer.

## Lage und Umgebung
Das Gletscherhorn gehört zur Kette Gletscherhorn - Piz Piot, einer Untergruppe der Oberhalbsteiner Alpen. Im Südwesten wird die Kette durch den Bergalgapass abgeschlossen. In nordöstlicher Richtung bildet das Juferjoch das Ende der Gebirgskette. Über den Gipfel verläuft die Gemeindegrenze zwischen Avers und Bregaglia.
Im Norden des Gletscherhorns liegt die Bergalga, im Nordwesten die Val Madris, im Südwesten die Val da Roda, und im Südosten wird das Gletscherhorn durch die Val da la Duana umgrenzt. Nebst dem Bergalgapass im Südwesten befinden sich zwei weitere Pässe in unmittelbarer Nähe des Gletscherhorns. Der Pass da la Val da Roda (2777 m) im Südwesten und der Pass da la Duana (2691 m) im Süden. Letzterer führt nach Soglio (1089 m) in die Val Bregaglia.
In unmittelbarer Nähe des Gletscherhorns befinden sich mehrere Bergseen. Der grösste ist der Lägh da la Duäna (2466 m) im Osten, gefolgt vom Lägh pitt da la Duäna (2575 m) im Süden und dem Lägh da la Caldera (2751 m) im Südwesten.
Zu den Nachbargipfeln gehören der Piz Predarossa (3082 m), der Piz Mungiroi (3056 m) und der Piz Piot (3052 m) im Nordosten, der Wissberg (2979 m) im Westen, der Pizz Gallagiun (3107 m), der Pizzun (2965 m), der Piz da Cävi (2843 m) und der Piz dal Märc (2910 m) im Südwesten und der Piz Duan (3135 m) im Südosten.
Der am weitesten entfernte sichtbare Punkt vom Gletscherhorn befindet sich 303 km in südwestlicher Richtung in unmittelbarer Nähe des Monte Argentera (3297 m s.l.m.) in der italienischen Region Piemont.
Talorte sind Juppa, Casaccia und Soglio. Häufige Ausgangspunkte sind Juppa, Casaccia und Soglio.

## Routen zum Gipfel

### Sommerrouten

#### Über Bergalga
- Ausgangspunkt: Juppa (1980 m)
- Via: Richtung Bergalgapass bis zu P. 2365, Sattel zwischen Gletscherhorn und Piz Predarossa (ca.3000 m)
- Schwierigkeit: EB, Richtung Bergalgapass als Wanderweg weiss-rot-weiss markiert
- Zeitaufwand: 3¾ Stunden

#### Über den Südostgrat
- Ausgangspunkt: Casaccia (1458 m)
- Via: Lägh da la Duäna (2466 m), Schuttterrasse am Nordfuss des Südostgrates (2870 m)
- Schwierigkeit: EB, bis zum Lägh da la Duäna als Wanderweg weiss-rot-weiss markiert
- Zeitaufwand: 5 Stunden

#### Über den Nordwestgrat
Die Route ist wenig sinnvoll, denn von den Ausgangspunkten Juppa und Casaccia sind der Nordost- bzw. der Südostgrat weitaus bequemer erreichbar.
- Ausgangspunkt: Juppa (1980 m) oder Soglio (1089 m)
- Via: Bergalgapass (2792 m)
- Schwierigkeit: BG, bis Bergalgapass als Wanderweg weiss-rot-weiss markiert
- Zeitaufwand: 4¼ Stunden von Juppa, 7¼ von Soglio

### Winterroute

#### Über den Nordostgrat
- Ausgangspunkt: Juppa (1980 m)
- Via: Olta Stofel (2074 m), P. 2987
- Expositionen: NW
- Schwierigkeit: ZS
- Zeitaufwand: 4½ Stunden
- Abfahrt: Man kann auch östlich von P. 2593 runterfahren

#### Abfahrt ins Bergell
- Ziel: Casaccia (1458 m)
- Via: nördlich des Lägh da la Duana (2466 m)
- Expositionen: E, S
- Schwierigkeit: ZS-

## Galerie

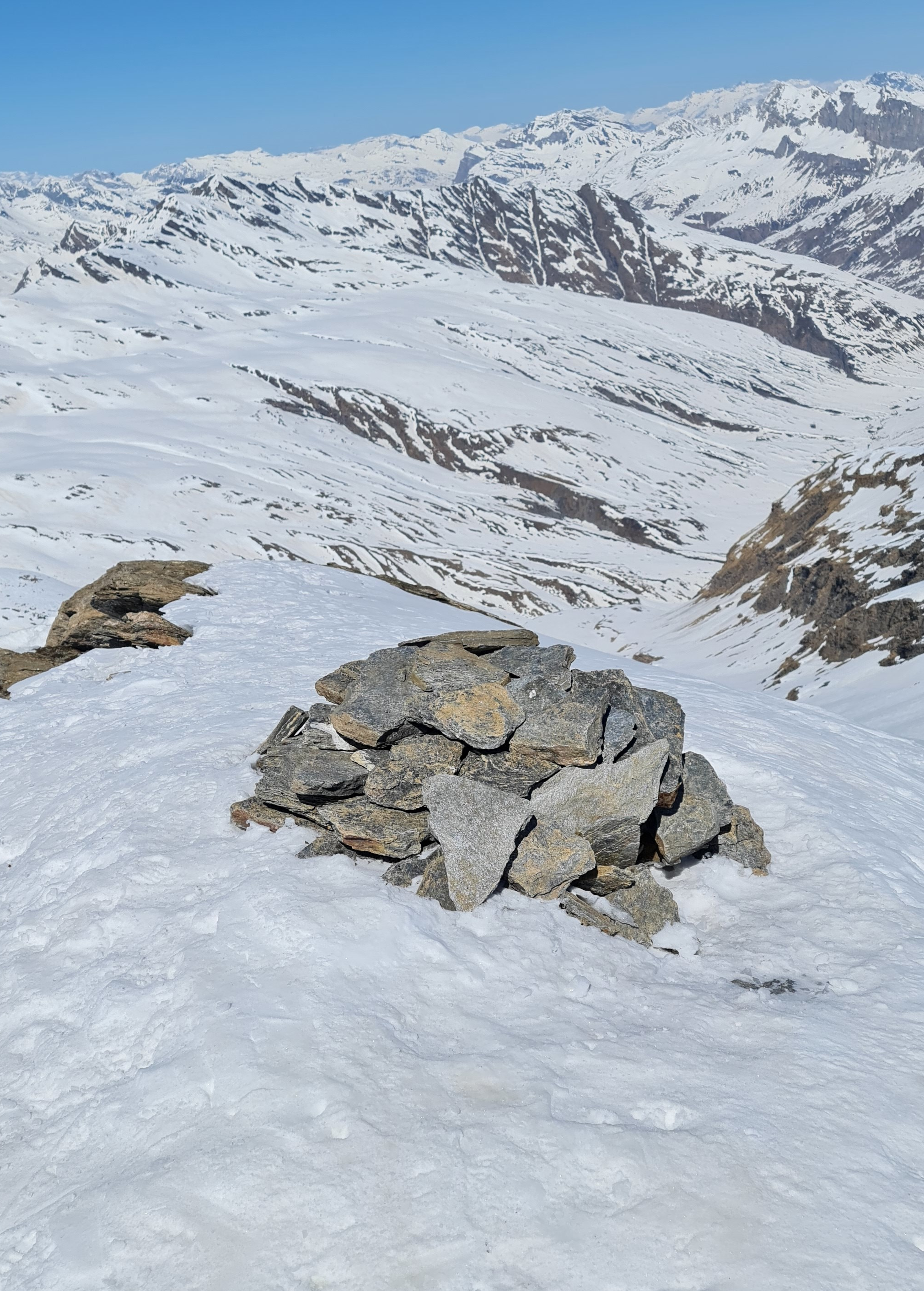
Steinmännchen auf dem Gipfel.
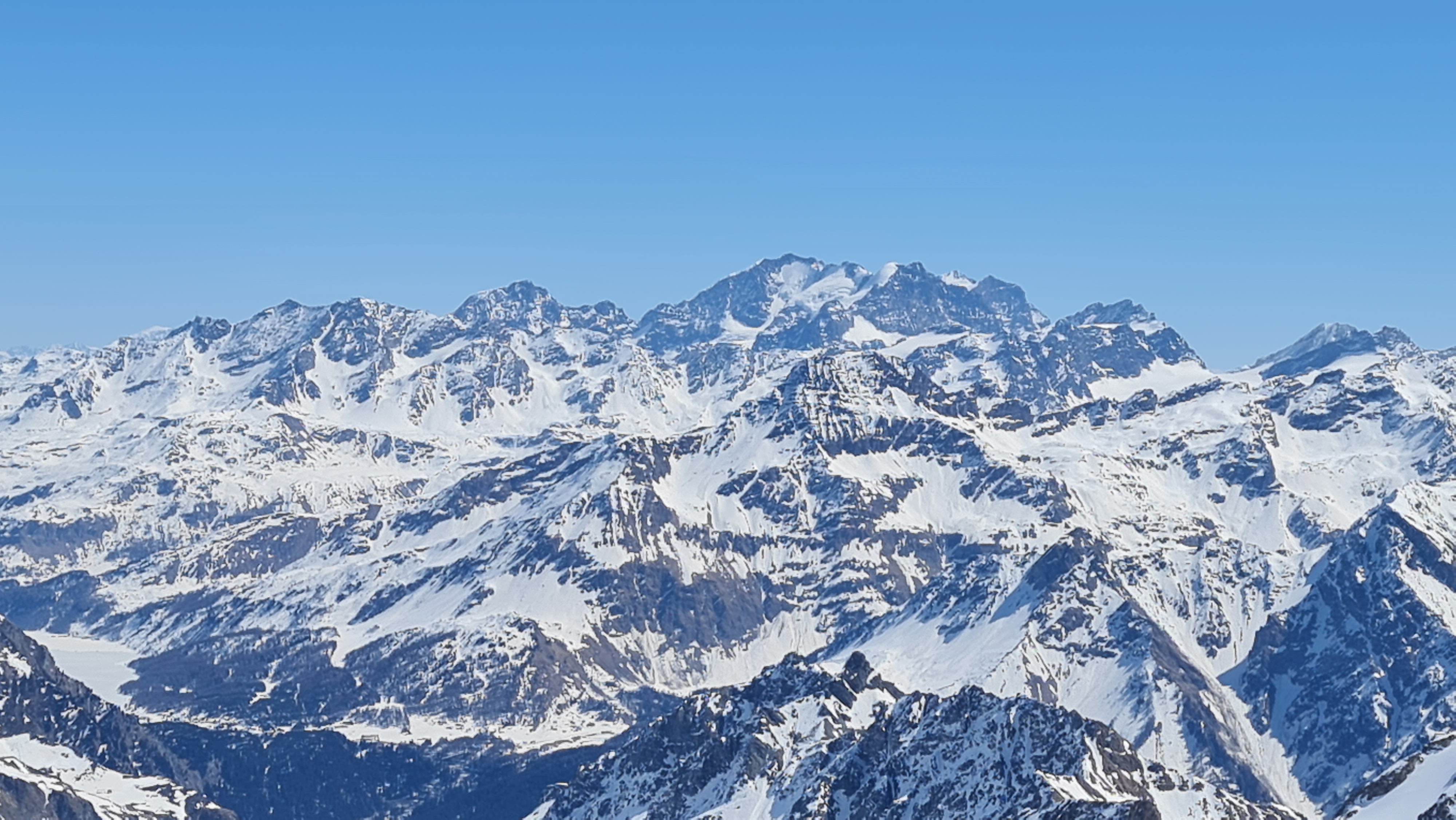
Gut ersichtlich: Das imposante Bernina-Massiv (für Annotationen der einzelnen Berge aufs Bild klicken).
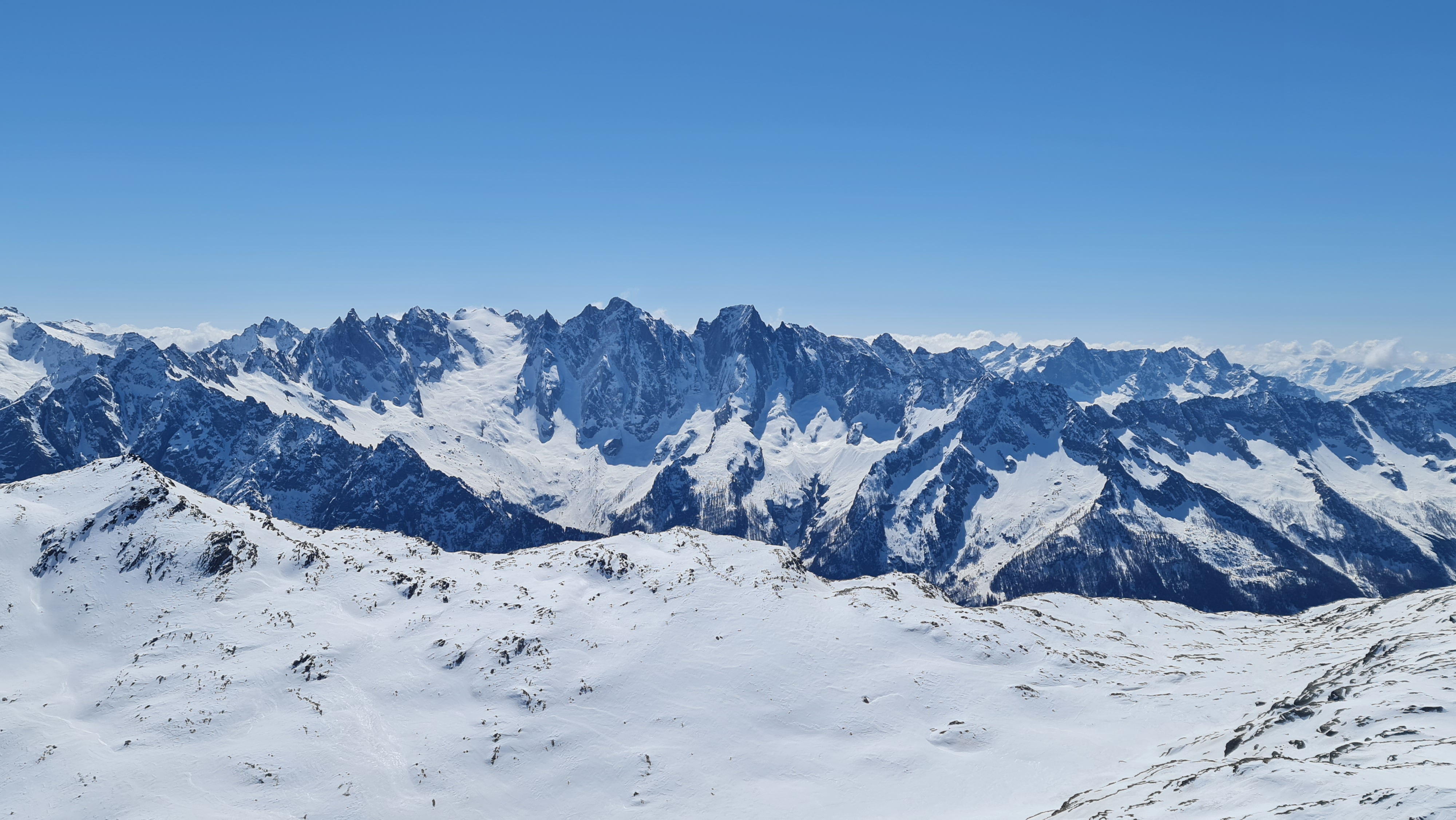
Der Blick auf die Bergeller Alpen ist ebenfalls imposant (für Annotationen der einzelnen Berge aufs Bild klicken).
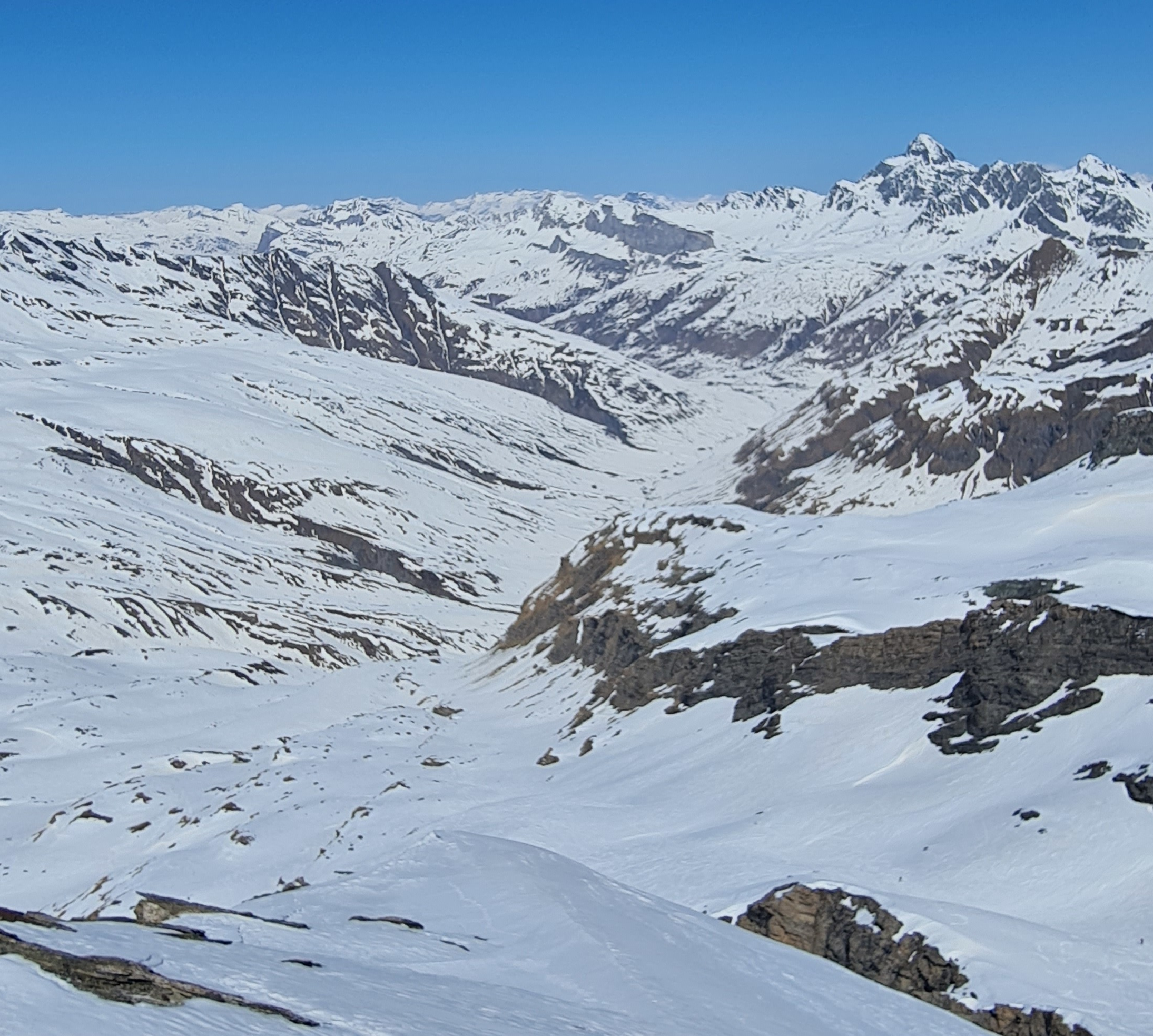
Blick in die Bergalga.
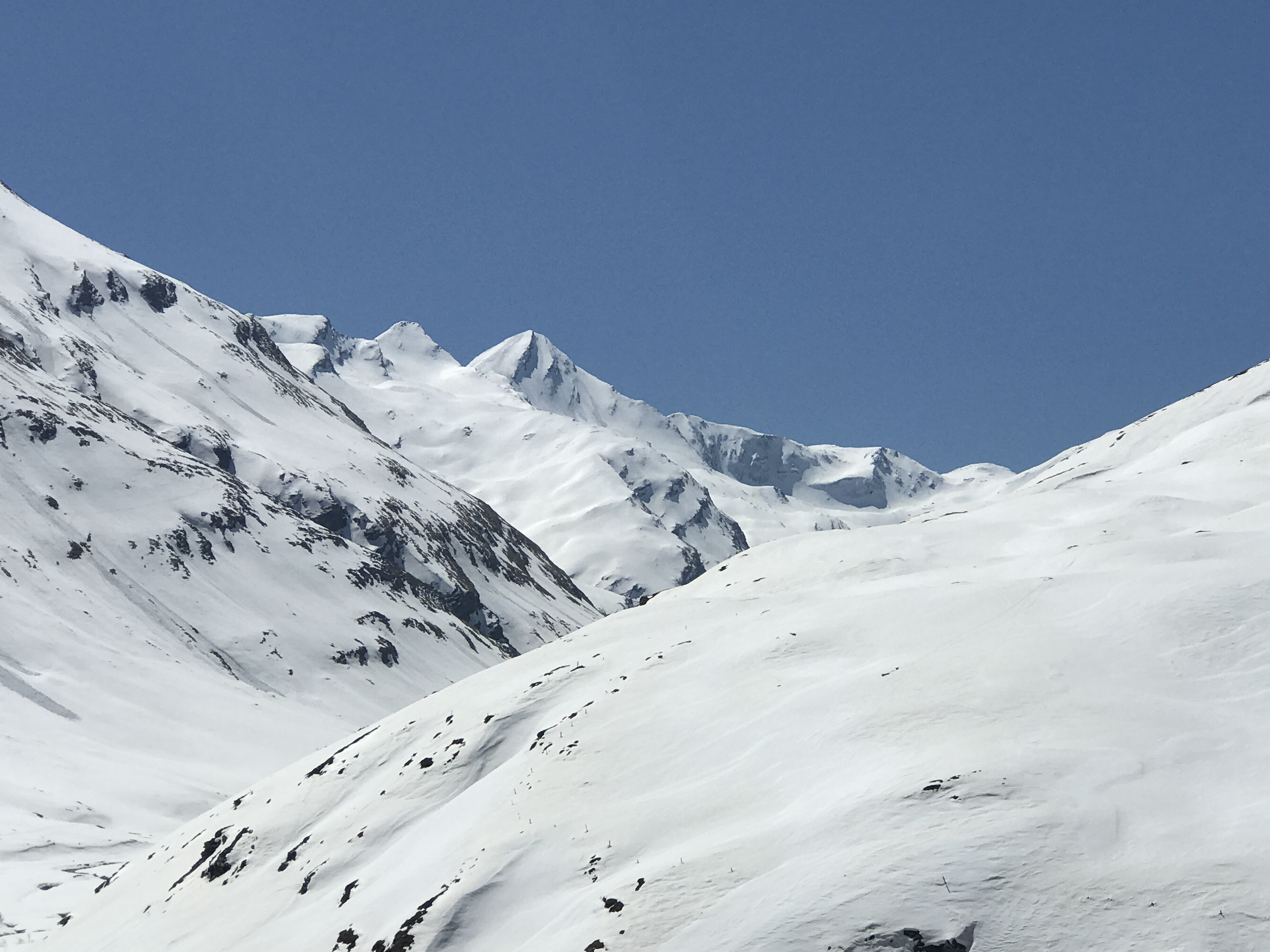
Gletscherhorn, Piz Predarossa und Piz Mungiroi, aufgenommen von Juppa (für Annotationen der einzelnen Berge aufs Bild klicken).
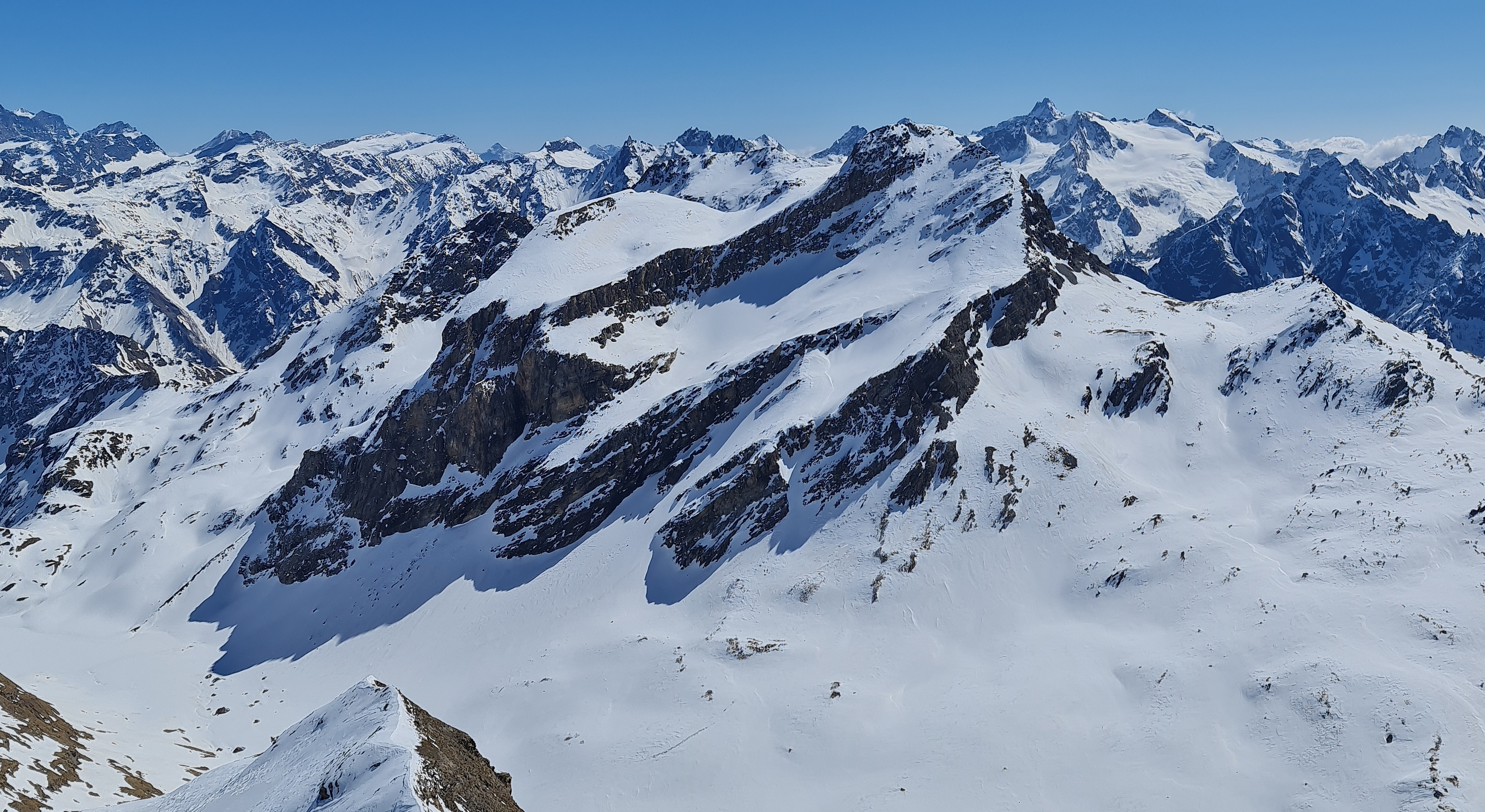
Blick zum Piz Duan.
Gletscherhorn auf einem Bild von 1893.